# Кругликово (Новосибирская область)
Кругликово — деревня в Болотнинском районе Новосибирской области. Входит в состав Карасёвского сельсовета.

## География
Площадь деревни — 52 гектара

## История
В 1695 году боярский сын Алексей Круглик, живший в деревне Жуковой Обского стана Томского уезда, получил из воеводской канцелярии документ, предоставивший ему во владение земельный участок. В дозорной книге 1703 года говорится следующее:
Сын боярский Алексей Степанов сын Круглик, а по сказке ево детей у него сын Иван, 22 лет, верстан в дети боярские, Григорей 2 лет. А пашенная его заимка на реке Оби, выше Уртамского острога, на речке Иксе, всего с роспашными и заложными землями и дикова поля, и дубров длинику 2 версты, поперечнику верста 
Сам Круглик не жил в предоставленных ему владениях, а лишь периодически посещал их. Постоянно же в заимке проживали его дворовые рабочие «калмыцкой породы», занимавшиеся здесь хозяйством.
В 1926 году деревня Кругликова состояла из 214 хозяйств, основное население — русские. В административном отношении являлся центром Кругликовского сельсовета Болотнинского района Томского округа Сибирского края.

## Население
| 2002 | 2007 | 2010 |
| ---- | ---- | ---- |
| 320  | ↗325 | ↘280 |

## Инфраструктура
В деревне по данным на 2007 год функционируют 1 учреждение здравоохранения, 1 образовательное учреждение.

## Достопримечательности
Жилой дом И. Шишковой — Памятник градостроительства и архитектуры второй половины XIX века регионального значения.
Одноэтажный дом-пятистенок представляет собой пример сельского типа жилого деревянного дома второй половины XIX века, построенного с сохранением ранних традиций народного зодчества Сибири.